# Anton Menger

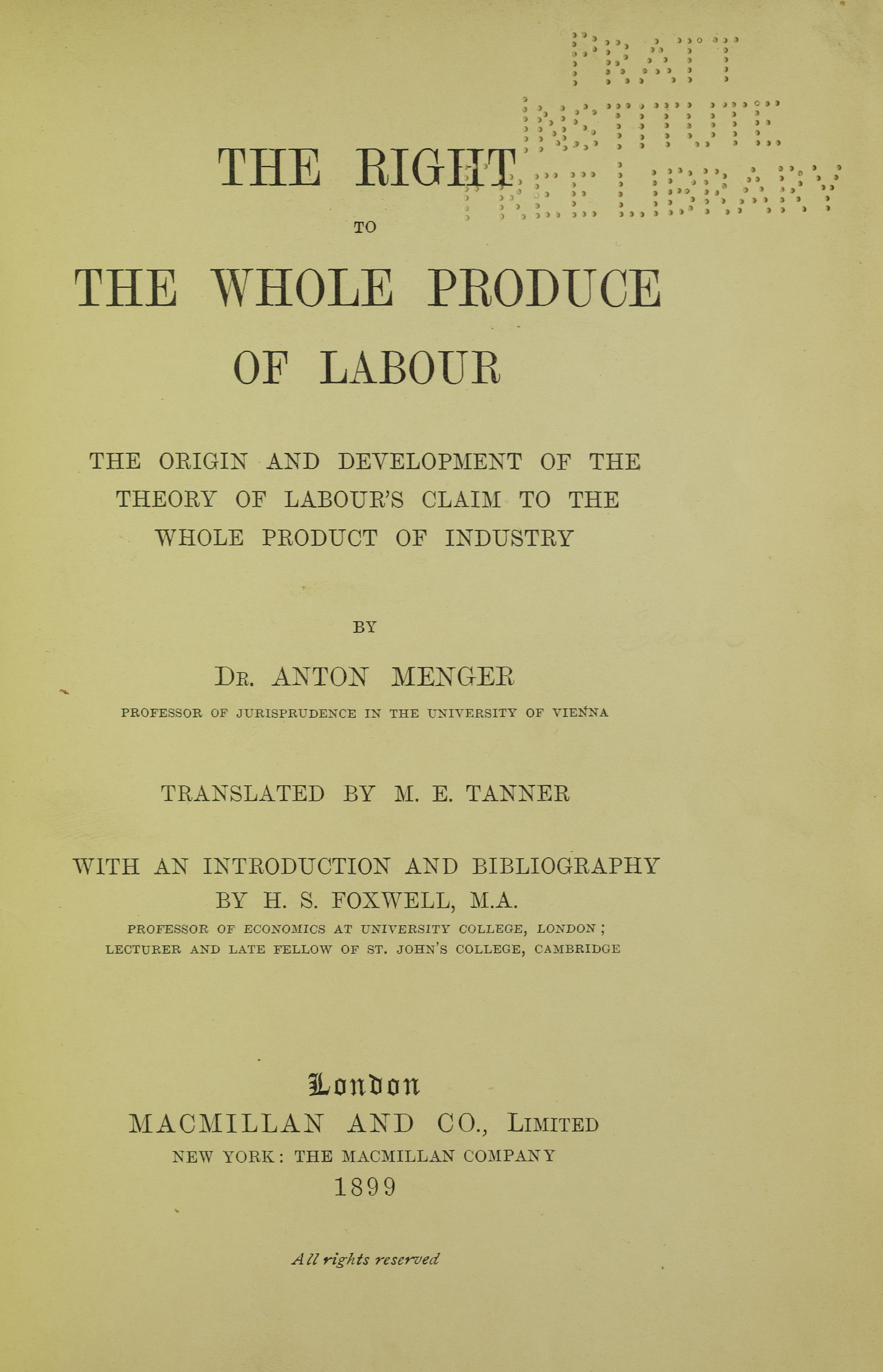
Recht auf den vollen Arbeitsertrag in geschichtlicher Darstellung, 1899

Anton Menger, född den 12 september 1841 i Galizien, död den 6 februari 1906 i Rom, var en österrikisk jurist och socialfilosof, bror till Carl Menger.
Menger, som 1875–99 professor i österrikisk civilprocessrätt vid Wiens universitet, vars rektor han var 1895–96, meddelade sociala perspektiv åt rättsdoktrinen och gav de socialistiska postulaten en juridisk formulering. Hans arbete Das Recht auf den vollen Arbeitsertrag in geschichtlicher Darstellung (1886; 3:e upplagan 1904) innehåller först en rent abstrakt avdelning, i vilken han analyserar de två principerna om arbetarens rätt till arbetets hela afkastning och rätten till existens; han finner dessa båda krav oförenliga och drar den slutsatsen, att det är snarare rätten till existens än till hela arbetsavkastningen, som den sociala utvecklingen tenderar att förverkliga. Den andra avdelningen är en historisk framställning av den förutnämnda arbetsavkastningsteorin, vilken hör hemma hos de tidigaste engelska och franska socialistiska författarna samt från dem upptagits av Marx och utvecklats till dennes mervärdeteori. 
I Die neue Staatslehre (1903; 3:e upplagan 1906) framlägger Menger med knapphet och klarhet sin plan på den nuvarande "individualistiska maktstatens" övergång till den socialistiska eller "demokratiska folkstaten", som med avseende på äganderätten skulle förete en kollektivistisk karaktär med en viss lutning åt kommunismen: produktionsmedlen och "bruksföremål" (bostäder, möbler, böcker etc.) skulle vara statens eller statliga organisationers egendom, medan mer förgängliga, strax förbrukningsbara nyttigheter  (mat och kläder med mera) skulle vara föremål för enskild äganderätt och även arvsrätt. 
Menger, som inte gillade det revolutionära förfarandet, lade särskild vikt på rättsordningens omdaning för det nya samhällsskickets införande och uppehållande. I Volkspolitik (1906; "Folkpolitik jämte en inledande studie om Menger och hans idéer", av Georg Schauman, Helsingfors, 1909) fastställer han de grundsatser, av vilka de behärskade folkklasserna skall låta leda sig vid samhällsordningens ombildande utan våldsmedels tillgripande. Andra arbeten är Das bürgerliche Recht und die besitzlosen Volksklassen
(1890; 3:e upplagan 1904), som anses ha utövat ett praktiskt inflytande på lagstiftningsarbetet i Tyskland, Österrike och Schweiz, Die sozialen Aufgaben der Rechtswissenschaft (1895) och Neue Sittenlehre (1905). Mengers stiftelse Anton-Mengerbibliothek avsåg att omtrycka äldre demokratiska, socialistiska och antiortodoxa auktorer.